# مع إني أعرف أن النهر قد جف (فلم)
مع إني أعرف أن النهر قد جف (بالإنجليزية: Though I Know the River is Dry i) هو فيلم قصير. نشر في عام 2013.

## روابط خارجية
- مقالات تستعمل روابط فنية بلا صلة مع ويكي بيانات